# 江鼎鎮
江鼎鎮（？—1644年），四川南充人，明末政治人物。

## 生平
天啓五年（1625年）乙丑科進士。崇禎十七年（1644年），張獻忠建號大西、改元大順後，曾任命江鼎鎮為禮部尚書。一說強授禮部侍郎。